# Шабуров, Анатолий Степанович
Анатолий Степанович Шабуров (род. 27 декабря 1941 года, село Гаево, Челябинская область) — советский и российский учёный-правовед, доктор юридических наук, профессор, заслуженный работник высшей школы Российской Федерации (2006). Автор свыше 80 научных работ по проблемам теории государства и права, автор свыше 20 учебно-методических работ, соавтор ряда учебников по теории государства и права, имеет несколько монографий. Индекс Хирша — 9.

## Биография
В 1958 году окончил среднюю школу в селе Щелкун Свердловской области, в 1961 году – Московский кислородно-сварочный техникум (ныне — Московский технологический колледж), после окончания которого работал на Златоустовском металлургическом заводе, затем служил в рядах Военно-морского флота (1961–1965).
В 1965 году Шабуров поступил в Свердловский юридический институт (ныне — Уральский государственный юридический университет имени В. Ф. Яковлева), который окончил в 1969 году, а затем до 1972 года обучался в аспирантуре указанного института, где под руководством профессора С. С. Алексеева в 1973 году защитил кандидатскую диссертацию на тему «Формальная определенность права». В 1992 году защитил докторскую диссертацию «Политические и правовые аспекты социальной ответственности личности».
С 1972 года во время работы в Свердловском юридическом институте занимал должности заместителя декана факультета, директора института повышения квалификации, заместителя заведующего кафедрой теории государства и права. В течение ряда лет на общественных началах выполнял обязанности уполномоченного по правам человека Курганской области. 
С 1995 года — профессор кафедры теории государства и права УрГЮА, затем УрГЮУ. С 2000 года — профессор кафедры теории и истории государства и права Уральского юридического института МВД РФ. Проходил научную стажировку в Парижском университете (Франция).
Является членом диссертационного совета Уральского государственного юридического университета и Нижегородского государственного университета, редакционной коллегии журнала «Правовое государство», редакционного совета журнала «Вестник Уральского юридического института МВД России».

## Научная деятельность
Сферу научных интересов А. С. Шабурова составляют проблемы юридической ответственности, юридического толкования, законности и правопорядка. Всего А.С. Шабуровым опубликовано свыше 150 работ, в том числе несколько монографий и учебных пособий, учебник по теории государства и права.
В 2009 году на базе Курганского государственного университета был издан авторский учебник А. С. Шабурова «Теория государства и права» (второе издание в 2019 году в соавторстве с Ж. С. Жайкбаевым). В 2004 году при непосредственном участии А. С. Шабурова был подготовлен учебник «Теория государства и права» (отв. редактор — В. Д. Перевалов; последнее издание — пятое, 2019).

### Основные работы
- «Социальная ответственность личности в условиях перестройки» (1990)
- «Основы права, государства и российского законодательства» (1999)
- «Теоретические проблемы российской государственности и правовой системы» (2006)
- «Религиозные основания современного права» (2011)
- «Правовое государство: общетеоретические и практические проблемы формирования в России» (2013)
- «Право как средство выражения и ограничения свободы» (2014)
- «Правовая безопасность в системе национальной безопасности» (2015)
- «Концептуальный подход к пониманию правовой безопасности в трудах С. С. Алексеева» (2015)
- «Благотворительность в условиях социального государства» (2017)
- «Ограничение права, ограничения в праве, правовые ограничения: соотношение понятий» (2018)
- «Правовой риск с позиции позитивной юридической ответственности» (2019)
- «Социально-правовые аспекты правотворчества как юридической деятельности» (2019)

## Награды
- Заслуженный работник высшей школы Российской Федерации (2006)[1].